# NGC 6028
NGC 6028 (другие обозначения — NGC 6046, 1ZW 133, UGC 10135, ZWG 108.63, MCG 3-41-43, PGC 56716) — галактика в созвездии Геркулес.
Этот объект занесён в новый общий каталог несколько раз, с обозначениями NGC 6028, NGC 6046.
Этот объект входит в число перечисленных в оригинальной редакции «Нового общего каталога».